# Nampty
 Nampty  es una población y comuna francesa, en la región de Picardía, departamento de Somme, en el distrito de Amiens y cantón de Conty.

## Demografía
| 113 | 131 | 135 | 198 | 196 | 205 | 235 |
| Para los censos de 1962 a 1999 la población legal corresponde a la población sin duplicidades (Fuente: INSEE [Consultar]) |     |     |     |     |     |     |